# Liste der Staatsoberhäupter 1811
Übersicht
◄◄ | ◄ | 1807 | 1808 | 1809 | 1810 | Liste der Staatsoberhäupter 1811 | 1812 | 1813 | 1814 | 1815 | ► | ►►

Weitere Ereignisse

## Afrika
- Ägypten
  - Vizekönig und osmanischer Pascha: Muhammad Ali Pascha (1805–1848)
- Äthiopien
  - Kaiser: Egwala Seyon (1801–1818)
- Burundi
  - König: Ntare IV. Rugamba (ca. 1796–ca. 1850)
- Dahomey
  - König: Adandozan (1797–1818)
- Marokko (Alawiden-Dynastie)
  - Sultan: Mulai Sulaiman (1792–1822)
- Ruanda
  - König: Mutara II. (1802–1853)
- Tunesien (Husainiden-Dynastie)
  - Sultan: Hammuda Bey (1782–1814)

## Amerika

### Nordamerika
- Mexiko (umstritten)
  - Vizekönig Francisco Javier Venegas (1810–1813)
- Vereinigte Staaten von Amerika
  - Staats- und Regierungschef: Präsident James Madison (1809–1817)

### Mittelamerika
- Haiti (umstritten)
  - Staats- und Regierungschef: Präsident Henri Christophe (1806–1820, ab 28. März als König Heinrich I.)

### Südamerika
- Argentinien (umstritten)
  - Staats- und Regierungschef: ?
- Brasilien
  - Prinzregent: João (1808–1816/22)
- Chile (umstritten)
  - Staats- und Regierungschef:
    1. Vorsitzender der Regierungsjunta Mateo de Toro y Zambrano (1810–26. Februar 1811)
    2. (übergangsweise) Juan Martínez de Rozas (27. Februar–2. April 1811)
    3. Vorsitzender der Regierungsjunta Fernando Márquez de la Plata (2. April–17. Mai 1811)
    4. Vorsitzender der Regierungsjunta Juan Martínez de Rozas (17. Mai–4. Juli 1811)
    5. Präsident des Nationalkongresses Juan Antonio Ovalle (4. Juli–20. Juli 1811)
    6. Präsident des Nationalkongresses Martín Calvo Encalada (20. Juli–4. September 1811)
    7. Vorsitzender der Obersten Regierungsjunta Juan Martínez de Rozas (4. September–15. November 1811)
    8. Vorsitzender der Obersten Regierungsjunta José Miguel Carrera (15. November–13. Dezember 1811)
    9. Vorsitzender der Obersten Regierungsjunta José Santiago Portales (13. Dezember 1811–1812)
- Neugranada (umstritten, heute Kolumbien)
  - Vizekönig Benito Pérez Brito (1810–1813)
  - Staats- und Regierungschef:
    1. Präsident José Miguel Pey de Andrade (1810–27. Februar 1811)
    2. Präsident Jorge Tadeo Lozano de Peralta y González Manrique (27. Februar–19. September 1811)
    3. Präsident Antonio Nariño (19. September 1811–1812)
- Paraguay (seit 15. Mai, umstritten)
  - Staats- und Regierungschef: Konsul Fulgencio Yegros (1811)
- Vizekönigreich Peru
  - Vizekönig: José Fernando Abascál y Sousa (1806–1816)
- Venezuela (seit 5. Juli)
  - Staats- und Regierungschef: ?

## Australien und Ozeanien
- Hawaii
  - König: Kamehameha I. (1795–1819)

## Asien
- Abu Dhabi
  - Scheich: Shakhbut bin Dhiyab (1793–1816)
- Afghanistan
  - König: Mahmud Schah (1801–1803) (1809–1818)
- China (Qing-Dynastie)
  - Kaiser: Jia Qing (1796–1820)
- Japan
  - Kaiser: Kokaku (1780–1817)
  - Shōgun (Tokugawa): Tokugawa Ienari (1786–1837)
- Korea (Joseon)
  - König: Sunjo (1800–1834)
- Persien (Kadscharen-Dynastie)
  - Schah: Fath Ali (1797–1834)
- Thailand
  - König: Rama II. (1809–1824)

## Europa
- Andorra
  - Co-Fürsten:
    - Kaiser der Franzosen: Napoléon I. (1806–1814)
    - Bischof von Urgell: Francesc Antoni de la Dueña y Cisneros (1797–1816)
- Dänemark und Norwegen
  - König: Friedrich VI. (1808–1839)
- Frankreich
  - Herrscher: Kaiser Napoléon I. (1799–1814)
- Italien
  - Herrscher: König Napoléon I. (1805–1814)
- Montenegro (bis 1878 unter osmanischer Suzeränität)
  - Fürstbischof (Vladika): Petar I. Petrović-Njegoš (1782–1830)
- Neapel
  - Herrscher: König Joachim Murat (1808–1815)
- Osmanisches Reich
  - Sultan Mahmud II. (1808–1839)
- Österreich
  - Herrscher: Kaiser Franz I. (1792–1835)
- Portugal
  - Königin: Maria I. (1777–1816) (1792 entmündigt) (1815–1816 Königin von Brasilien)
  - Regent: Johann Herzog von Braganza (1792–1816) (1816–1826 König von Portugal, 1815–1816 Regent von Brasilien, 1816–1822 König von Brasilien)
- Preußen
  - König: Friedrich Wilhelm III. (1797–1840) (1797–1806 Kurfürst von Brandenburg)
- Rheinbund
  - Protektor: Napoléon Bonaparte (1806–1813)
  - Anhalt-Bernburg: Herzog Alexius Friedrich Christian (1796–1834)
  - Anhalt-Dessau: Herzog Leopold III. (1751–1817)
  - Anhalt-Köthen: Herzog August Christian (1789–1812)
  - Baden:
    1. Großherzog Karl Friedrich (1746–10. Juni 1811)
    2. Großherzog Karl Ludwig Friedrich (10. Juni 1811–1818)

  - Bayern: König Maximilian I. (1799–1825) bis 1805 Kurfürst
  - Berg:
    - Herrscher: Großherzog Napoléon Louis Bonaparte (1809–1813, unter Vormundschaft)
    - Regent: Kaiser Napoléon Bonaparte (1809–1813)

  - Hessen-Darmstadt
    - Großherzog: Ludwig I. (1790–1830) (1790–1806 Landgraf)
      - Präsident des Gesamt-Ministeriums: Friedrich August Freiherr von Lichtenberg (1805–1819)

  - Hohengeroldseck: Fürst Philipp von der Leyen (1806–1815)
  - Hohenzollern-Hechingen: Fürst Friedrich (1810–1838)
  - Hohenzollern-Sigmaringen: Fürst Anton Aloys (1785–1831)
  - Isenburg-Birstein: Fürst Carl (1803–1814)
  - Liechtenstein: Fürst Johann I. Josef (1805–1836)
  - Lippe-Detmold
    - Herrscher: Fürst Leopold II. (1800–1851, unter Vormundschaft)
    - Regentin: Fürstin Pauline zur Lippe (1802–1820)

  - Mecklenburg-Schwerin: Herzog Friedrich Franz I. (1785–1837)
  - Mecklenburg-Strelitz: Herzog Karl II. (1794–1816)
  - Nassau: Herzog Friedrich August (1806–1816)
  - Pyrmont: Fürst Georg I. (1805–1812)
  - Reuß ältere Linie: Fürst: Heinrich XIII. (1800–1817)
  - Reuß-Schleiz: Fürst ?
  - Reuß-Lobenstein: Fürst ?
  - Reuß-Ebersdorf: Fürst ?
  - Sachsen: König Friedrich August I. (1763–1827)
  - Sachsen-Coburg-Saalfeld: Herzog Ernst I. (1806–1826)
  - Sachsen-Gotha-Altenburg: Herzog August (1804–1822)
  - Sachsen-Hildburghausen: Herzog Friedrich (1780–1826)
  - Sachsen-Meiningen
    - Herrscher: Herzog Bernhard II. (1803–1866, unter Vormundschaft)
    - Regentin: Herzogin Louise Eleonore von Hohenlohe-Langenburg (1803–1822)

  - Sachsen-Weimar-Eisenach: Herzog Carl August (1758–1828)
  - Salm: Konstantin Alexander Fürst zu Salm-Salm und Friedrich Prinz zu Salm-Kyrburg (noch minderjährig, später Friedrich IV. Fürst zu Salm-Kyrburg)
  - Schaumburg-Lippe: Fürst Georg Wilhelm (1787–1860)
  - Schwarzburg-Rudolstadt
    - Herrscher: Fürst Friedrich Günther (1807–1867, unter Vormundschaft)
    - Regentin: Fürstin Caroline Luise von Hessen-Homburg (1807–1814)

  - Schwarzburg-Sondershausen: Fürst Günther Friedrich Karl I. (1794–1835)
  - Waldeck: Fürst Friedrich Karl August (1763–1812)
  - Westphalen: König Jérôme (1807–1813)
  - Württemberg: König Friedrich I. (1797–1816) Herzog 1797–1806, König 1806–1816
  - Würzburg: Großherzog Ferdinand III. (1805–1814)
- Russland
  - Kaiser: Alexander I. (1801–1825)
- Sardinien
  - Herrscher: König Viktor Emanuel I. (1802–1821)
- Schweden
  - König: Karl XIII. (1809–1818) (1814–1818 König von Norwegen)
- Sizilien
  - Herrscher: König Ferdinand I. (1759–1825)
- Spanien
  - König: Joseph I. (1808–1813) (1806–1808 König von Neapel)
- Ungarn
  - König: Franz I. (1792–1835) (1792–1806 Kaiser, 1792–1835 König von Böhmen, 1815–1835 König von Lombardo-Venetien, 1792–1797 und 1799–1800 Herzog von Mailand, 1792–1804 Erzherzog von Österreich, 1804–1835 Kaiser von Österreich)
- Vereinigtes Königreich
  - Staatsoberhaupt:
    - König Georg III. (1801–1820, seit dem 5. Februar 1811 entmündigt) (1760–1801 König von Großbritannien und Irland, 1760–1806 Kurfürst von Braunschweig-Lüneburg,  1814–1820 König von Hannover)
    - Regent: Georg, Prince of Wales (5. Februar 1811–1820) (1820–1830 König des Vereinigten Königreichs, 1820–1830 König von Hannover)

  - Regierungschef: Premierminister Spencer Perceval (1809–1812)
- Walachei (unter osmanischer Oberherrschaft; 1806–1812 von Rußland besetzt)
  - Russische Militärverwaltung (1807–1812)